# راک‌استار لینکلن
راک‌استار لینکلن (به انگلیسی: Rockstar Lincoln)، شرکت بریتانیایی توسعه‌دهنده بازی‌های ویدئویی از شرکت‌های تابعه‌ی راک‌استار گیمز که مکانش در لینکلن، انگلستان است. این شرکت جوابگوی تست و ترجمه بازی‌های ویدئویی راک‌استار دیگر شرکت‌های راک‌استار است.